# Scratch Acid
Scratch Acid var ett post-hardcore/noiserockband från Austin, Texas i USA. Bandet bestod av medlemmarna David Yow, David Wm. Sims, Rey Washam och Brett Bradford och grundades 1982. Tidigare fanns även medlemmen Steve Anderson med i bandet som sångare, men han uteslöts innan Scratch Acids första skivsläpp och istället tog Yow över rollen som sångare. De släppte sitt första, och enda, album Just Keep Eating 1986 via skivbolaget Rabid Cat. Utöver detta har bandet släppt EP-skivorna Scratch Acid (1984) och Berserker (1986) samt samlingsalbumet The Greatest Gift (1991). Scratch Acid upplöstes officiellt 1987, men har sedan dess uppträtt tillsammans i september 2006 och under 2011.